# Graphipterus fasciatus
Graphipterus fasciatus es una especie de escarabajo del género Graphipterus, familia Carabidae, orden Coleoptera. Fue descrita científicamente por Chaudoir en 1870.

## Descripción
Mide aproximadamente 11–13 milímetros de longitud.

## Distribución
Se distribuye por República de Sudáfrica y Suazilandia.